# Lerbäcks distrikt
Lerbäcks distrikt är från 2016 ett distrikt i Askersunds kommun och Örebro län.
Distriktet ligger nordost om Askersund.

## Tidigare administrativ tillhörighet
Distriktet inrättades 2016 och utgörs av socknen Lerbäck i Askersunds kommun.
Området motsvarar den omfattning Lerbäcks församling  hade vid årsskiftet 1999/2000.